# Seidewitz (Fluss)

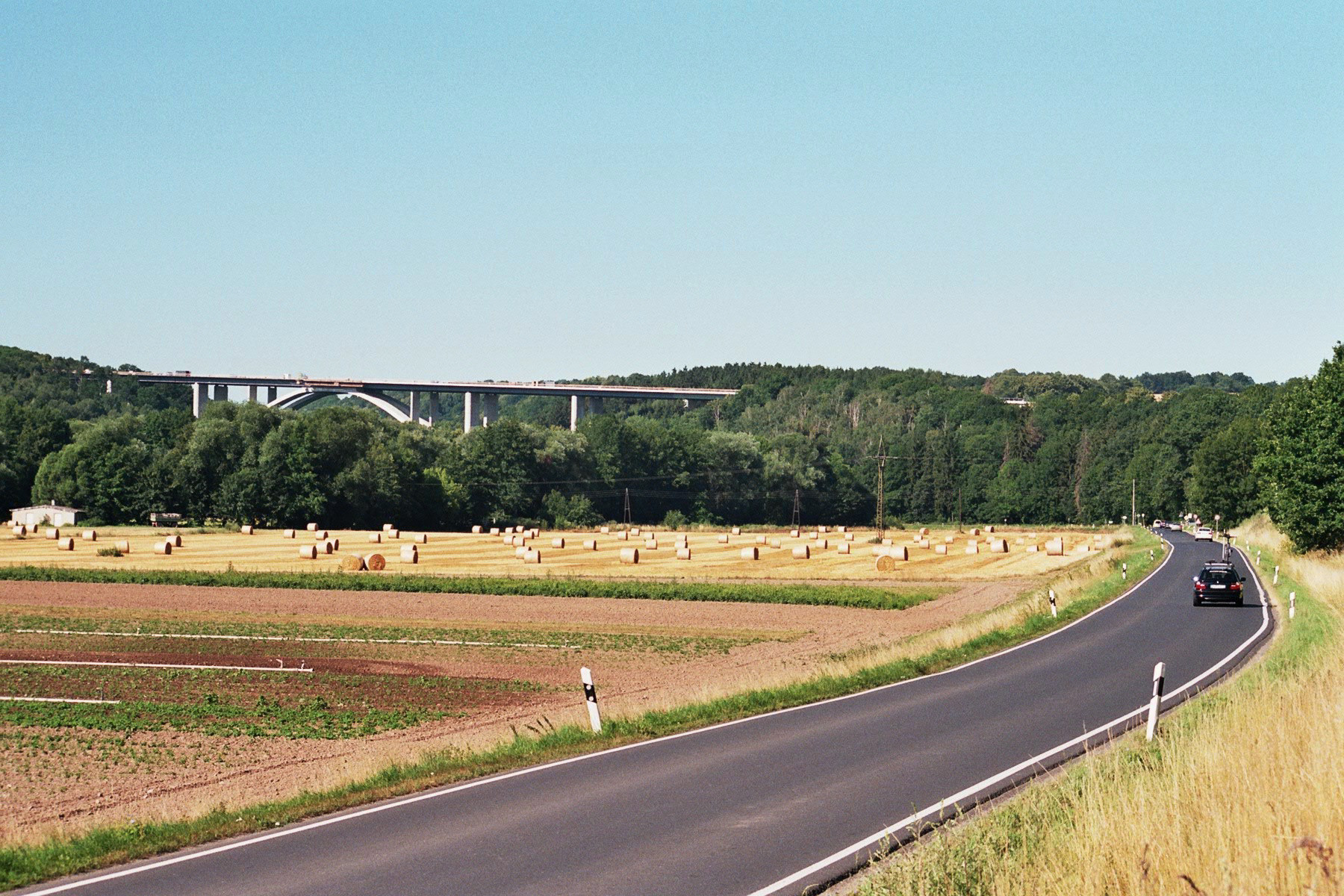
Blick in das nördliche Seidewitztal, im Hintergrund die Talbrücke der Autobahn Dresden–Prag

Die Seidewitz ist ein linker Nebenfluss der Gottleuba in Sachsen. Auf ihrem rund 25 Kilometer langen Weg durch das Osterzgebirge passiert die Seidewitz einen Höhenunterschied von 474 Metern.

## Verlauf
Der 1438 als an der sidewicz erstmals erwähnte Fluss entspringt etwa 1,5 km südwestlich des Ortes Breitenau (Stadt Bad Gottleuba-Berggießhübel) in einer Höhe von 592 m ü. NN. Ihren eigentlichen Flusscharakter erhält die Seidewitz aber erst unterhalb von Liebstadt. Auf älteren Karten trägt der Fluss bis zum Zusammenfluss mit dem Döbraer Bach oberhalb Liebstadts noch den Namen Hennersbacher Bach. Zuflüsse sind unter anderem Grundbach (links), Döbraer Bach (links) und Börnersdorfer Bach (rechts) bei Liebstadt sowie die Bahre (rechts), das Dohmaer Wasser (rechts) und der Meusegastbach (links) zwischen den Pirnaer Ortsteilen Zuschendorf und Zehista. Nach 25 km mündet die Seidewitz in einer Höhe von 118 m ü. NN in Pirna in der Nähe des Senioren- und Pflegeheimes an der Einsteinstraße in die Gottleuba.
Zwischen Liebstadt und der Eulmühle hat sich der Fluss als Engtal teilweise bis zu 90 m tief in die Gesteine der Mittelsächsischen Überschiebung eingeschnitten und dabei einzelne Felsklippen freigelegt. Markanteste Klippe ist die sogenannte Bastei, die sich zwischen Liebstadt und der Schneckenmühle über dem Tal erhebt und eine gute Aussicht in Richtung West-Südwest bietet. Bezüglich der Pflanzenwelt lässt sich vor allem im mittleren Talteil der charakteristische Übergang vom Auwald der Talsohle zu den mäßig feuchten Laubmischwäldern mit eingestreuten trockenen Buschwaldstellen an den Talhängen noch gut nachvollziehen.

## Hochwasser und Hochwasserschutz
Die Seidewitz hat in der Vergangenheit nach Starkregenfällen in den oberen Lagen des Osterzgebirges wiederholt, insbesondere 1927 und 2002, schwere Hochwasserschäden in Liebstadt bzw. im Stadtgebiet von Pirna verursacht. 1927 waren in Liebstadt etwa 100 Einwohner von Flutschäden betroffen. 1957 traten erneut Schäden auf. Während der Jahrhundertflut 2002 entstanden in Liebstadt Schäden in Höhe von etwa 6 Millionen Euro. Im Pirnaer Stadtteil Zuschendorf rissen die Seidewitzfluten einen im Rettungseinsatz befindlichen Feuerwehrmann in den Tod. Die Talstraße wurde abschnittsweise weggespült.

### Rückhaltebecken Liebstadt
Oberhalb von Liebstadt entstand 1961/67 das auf 389 Meter über NN gelegene Rückhaltebecken Liebstadt. Der Damm des Rückhaltebeckens ist 210 Meter lang und 24 Meter hoch. Der Stauraum umfasst 1,1 Millionen m³ und das Einzugsgebiet ist insgesamt 11,4 km² groß.

### Rückhaltebecken Niederseidewitz

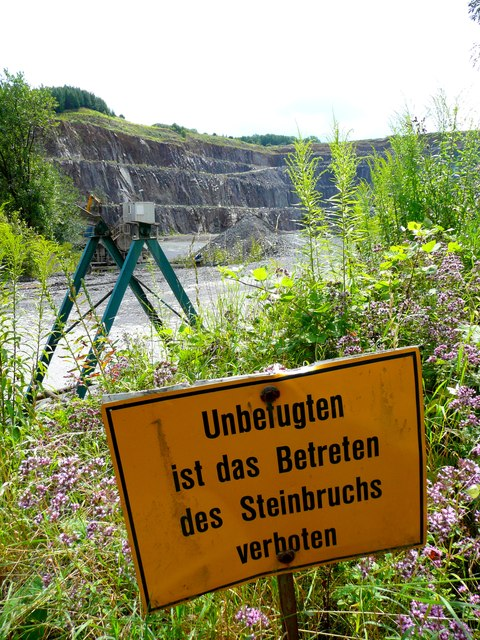
Der stillgelegte Steinbruch Nentmannsdorf soll als Retentionsraum für das Rückhaltebecken Niederseidewitz genutzt werden

Resultierend aus den Erfahrungen mit der Jahrhundertflut 2002 wurde der Plan zum Bau eines weiteren Rückhaltebeckens im Seidewitztal erarbeitet. Das kurz oberhalb der Seidewitztalbrücke an einer Engstelle des Seidewitztales geplante Rückhaltebecken wird als Grünes Becken (Wassereinstau nur bei Hochwasser) mit einem etwa 30 Meter hohen und 150 Meter langen Damm konzipiert. Der Stauraum soll 2,7 Millionen m³ umfassen. Im Falle eines Hundertjährlichen Hochwassers soll so der Abfluss der Seidewitz in Richtung Pirna von 43 m³ Wasser pro Sekunde auf 11 m³ Wasser pro Sekunde reduziert werden. Die Kosten werden auf etwa 25 Millionen Euro beziffert.
Eine Umsetzung der Maßnahme ist (Stand 2018) nicht absehbar. Ein Zielabweichungsverfahren, das notwendig ist, um eine raumordnerische Abwägung zwischen den Zielen des Hochwasserschutzes und den im Regionalplan festgesetzten naturschutzfachlichen Zielen für das Areal des Rückhaltebeckens zu erreichen, wurde Anfang 2016 von der Landesdirektion Dresden ruhend gestellt. Es ist nunmehr vorgesehen, dass im Zuge der Fortschreibung des Regionalplans der Region Oberes Elbtal-Osterzgebirge im Jahr 2019 das Seidewitztal als Hochwasserschutzgebiet ausgewiesen wird. Unabhängig davon liegt der Standort des Rückhaltebeckens im FFH-Gebiet Seidewitztal und Börnersdorfer Bach, so dass nach wie vor hohe naturschutzfachliche Hürden für eine Umsetzung bestehen. Insofern ist Beginn und Ausgang des notwendigen Planfeststellungsverfahrens völlig offen.
Gegen das Rückhaltebecken gibt es in der Bevölkerung der umliegenden Gemeinden Bedenken, u. a. weil die Talstraße dadurch komplett abgeschnitten werden würde.

## Mühlen im Seidewitztal

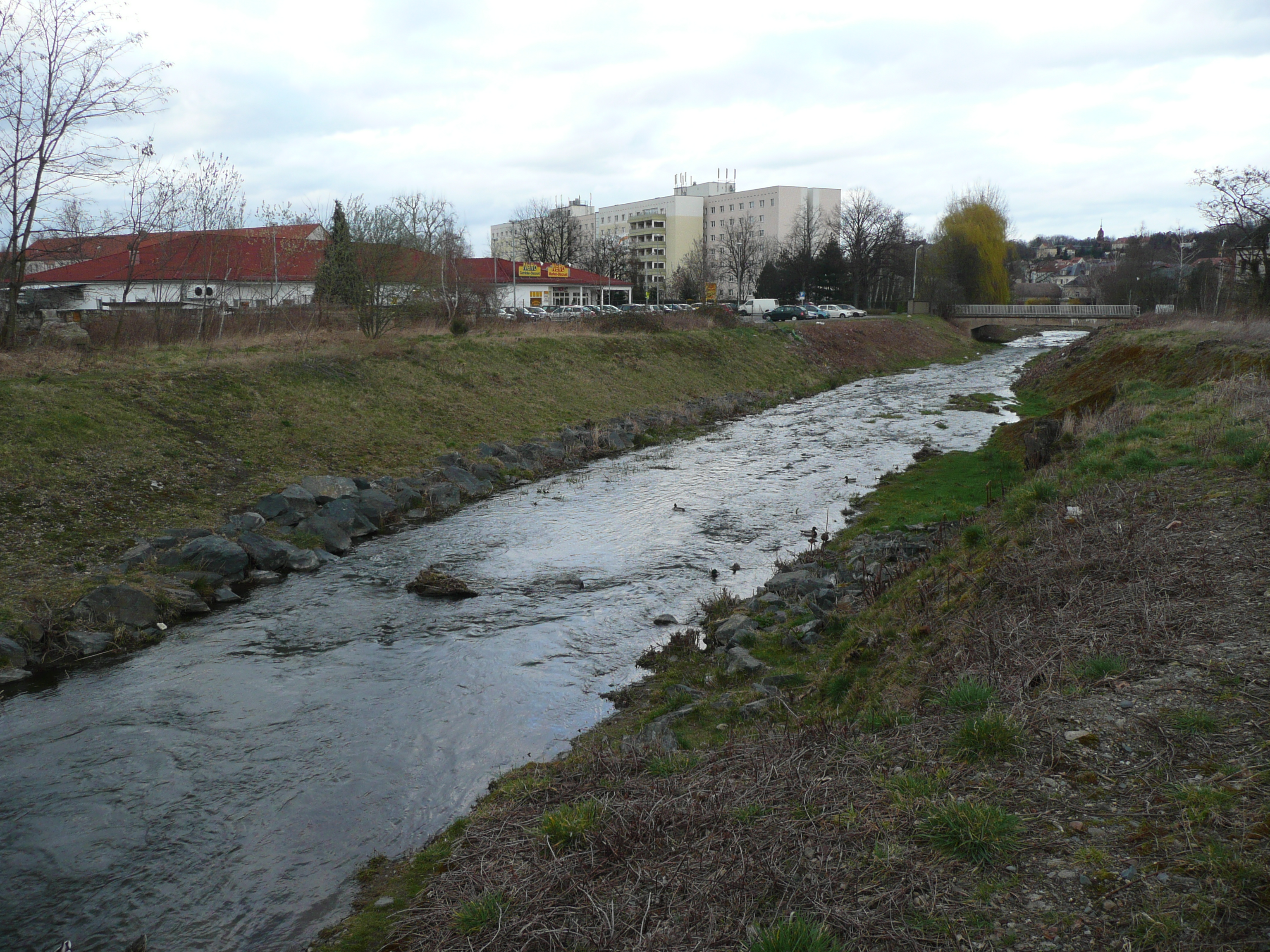
Die Seidewitz im Stadtgebiet von Pirna

Die Wasserkraft der Seidewitz wurde seit dem 15. Jahrhundert von zahlreichen Mühlen genutzt. Zwischen Walddörfchen und Niederseidewitz waren insgesamt 11 Säge-, Schrot-, Mahl- und Ölmühlen sowie eine Windmühle teilweise bis zum Ende des 20. Jahrhunderts in Betrieb. Dabei handelte es sich um folgende Mühlen:
- Mühle Walddörfchen: um 1600 als Schrotmühle errichtet; aufgrund der zeitweise geringen Wasserführung im Oberlauf des Flusses kein durchgehend geregelter Betrieb möglich; 1950 außer Betrieb gesetzt
- Mühle Hennersbach: 1605 als Mahl- und Schrotmühle erbaut; 1788 erneuert; 1948 stillgelegt
- Ziegenrückenmühle: 1801 vom Liebstädter Schlossherren Carl Adolf von Carlowitz zu Füßen des Ziegenrückens an der Wegbrücke nach Lichtenberg als Brett- und Schneidemühle errichtet; während der Befreiungskriege 1813 von französischen Soldaten zerstört; wegen geringer gewordener Holzerträge und fehlender Baumaterialien nicht wieder aufgebaut
- Windmühle Liebstadt: 1863 (nach anderer Quelle bereits 1861) als Turmwindmühle vom Besitzer der Berge-Mühle wegen Wassermangel erbaut; nach einem tödlichen Unfall 1870 stillgelegt; Turm baulich erhalten
- Berge-Mühle Liebstadt: 1695 als Ölmühle in Betrieb genommen; seit 1841 zusätzlich als Mahlmühle genutzt; um 1950 außer Betrieb gegangen
- Obermühle Liebstadt (ursprünglich Mittelmühle): bereits 1425 urkundlich erwähnt; wahrscheinlich als Mahlmühle gegründet; 1884 stillgelegt; Gebäude anschließend abgebrochen und in der Folge mit Wohnhäusern (heute Bachstraße 11) überbaut
- Mittelmühle Liebstadt (ursprünglich Niedermühle): um 1450 als Mahlmühle erbaut, später auch als Schrotmühle genutzt; während der Hochwasser 1617, 1804 und 1927 schwer beschädigt; 1963 Beendigung des Mahlbetriebes; 1987 endgültig stillgelegt
- Niedermühle Liebstadt: 1546 vom Liebstädter Schlossherren Günther von Bünau als Säge- und Mahlmühle errichtet; wiederholt durch Kriege (1643) und Hochwasser (1897) schwer beschädigt; nach Zerstörung im Hochwasser 1927 vier Jahre später zum Sägewerk umgebaut und 1968 stillgelegt; danach Einrichtung eines feinmechanischen Betriebes (heute Hutzel Seidewitztal GmbH)
- Schneckenmühle: 1555 erstmals erwähnte Mahlmühle; nach dem Bau der Seidewitztalstrasse (1871) Entwicklung zum Landgasthof; während des Zweiten Weltkrieges Erholungsheim; zu DDR-Zeiten Betriebsferienheim des VEB Maschinenfabrik Heidenau (bis 1960), ab 1961 Kinderferienlager „Fritz Schulze“  der Akademie der Wissenschaften der DDR; seit 1991 bis heute „Kinderdorf Schneckenmühle“
- Mühle Biensdorf: 1905 als Schrot-, Knochen- und Sägemühle erbaut; 1971 stillgelegt
- Mühle Nentmannsdorf: 1484 erwähnte Mahlmühle; durch das Hochwasser 1927 schwer beschädigt, weitere Gebäudeteile brannten zudem anschließend noch ab; später Gasthof; ab 1947 Kindererholungsstätte; ab 1956 Lazarett der NVA
- Eulmühle Niederseidewitz: wahrscheinlich im 15. Jahrhundert als Mahlmühle erbaut; Name leitet sich von einer früheren Bezeichnung des Seidewitztales (Eulengrund) ab; 1995 stillgelegt; die Mühle befindet sich unmittelbar an der Alten Dresden-Teplitzer Poststraße
- Hofemühle Zuschendorf
- Lindigtmühle Pirna
- Brettmühle Pirna
- Neumühle oder Knaufmühle Pirna

## Verkehrliche Erschließung

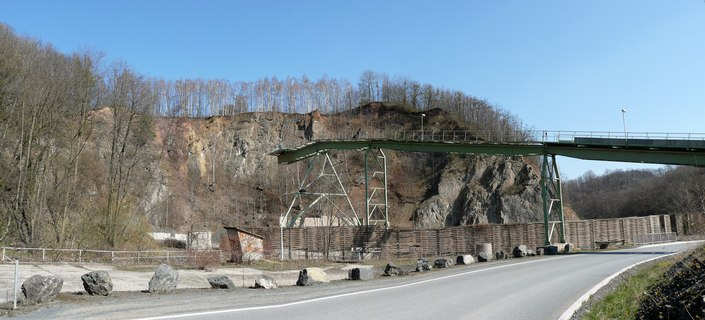
Talstraße im Bereich des stillgelegten Steinbruches Nentmannsdorf

Das enge und ehemals in Teilen wohl auch versumpfte Tal der Seidewitz eignete sich bis ins 19. Jahrhundert nicht für die Anlage von Verkehrswegen. Ein Bericht aus dem Jahr 1846 besagt, dass „der enge, aber schöne Grund der Seydewitz“ (von Liebstadt aus) „weiter abwärts nicht überall gangbar“ (ist). Gleichwohl verliefen insbesondere auf den östlichen Höhenrücken die bereits vorgeschichtlich begangenen Pfade des Kulmer Steiges, später auch die Trasse der Alten Dresden-Teplitzer Poststraße. Verkehrswege kreuzten das Tal lediglich, so u. a. nahe der Schneckenmühle die vom Berggießhübeler Eisenbergbaurevier zu den Hammerwerken im Müglitztal und Weißeritztal verlaufende Eisenstraße oder die schon erwähnte Alte Dresden-Teplitzer Poststraße, die das Tal nahe der Eulmühle querte. Die letzte errichtete Querung ist die Seidewitztalbrücke, die im Zuge der Bundesautobahn 17 ebenfalls nahe der Eulmühle errichtet wurde.
Während des Ausgangs des 19. Jahrhunderts forcierten Eisenbahnbaus bemühte sich die Stadt Liebstadt wiederholt um einen Eisenbahnanschluss. Planungen, die eine Linienführung von Pirna durch das Seidewitztal über Liebstadt nach Böhmen bzw. einen Anschluss zur Müglitztalbahn oder zur Bahnstrecke Freiberg – Brüx (Most) vorsahen, kamen aber wegen mangelnder Rentabilität und dem Ausbruch des Ersten Weltkrieges nicht zur Ausführung.
Dafür wurde unter Heranziehung französischer Kriegsgefangener 1871 die Seidewitztalstraße zwischen Pirna und Liebstadt gebaut (heute Staatsstraße S 176). Oberhalb von Liebstadt blieb das Tal allerdings bis heute straßentechnisch unerschlossen. Vorhandene Trassen nutzen hier die Täler des benachbarten Döbraer Baches bzw. des Molchgrundbaches.